# Semiothisa subcolumbata
Semiothisa subcolumbata är en fjärilsart som beskrevs av Walker 1862. Semiothisa subcolumbata ingår i släktet Semiothisa och familjen mätare. Inga underarter finns listade i Catalogue of Life.